# Nati nel 1617
| Questa pagina contiene informazioni ricavate automaticamente dalle voci biografiche con l'ausilio del template Bio e di un bot. L'aggiornamento è periodico e automatico e ricostruisce completamente la pagina. Se manca una persona in questa lista, sei pregato di non aggiungerla, ma accertati piuttosto che la sua voce biografica contenga il template Bio e che i dati anagrafici siano correttamente compilati. Se il template Bio manca, inseriscilo tu stesso o, in alternativa, metti l'avviso {{tmp\|Bio}} che ne segnala la mancanza. Se i dati riportati sono sbagliati, correggi direttamente la voce biografica; le modifiche saranno visibili in questa lista entro pochi giorni. Per chiarimenti vedi il progetto biografie. La lista contiene solo le 74 persone che sono citate nell'enciclopedia e per le quali è stato implementato correttamente il template Bio. Pagina aggiornata al 21 dic 2024. |

## Gennaio(5)
- 10 gennaio - Francesco Antonio Picchiatti, architetto, ingegnere e archeologo italiano († 1694)
- 19 gennaio - Lucas Faydherbe, scultore e architetto fiammingo († 1697)
- 29 gennaio - Barbaro Jacopo Badoer, ammiraglio italiano († 1657)
- 30 gennaio - William Sancroft, arcivescovo anglicano britannico († 1693)
- 30 gennaio - Isaac de Porthau, abate, militare e agente segreto francese († 1712)

## Febbraio(1)
- 5 febbraio - Jan Thomas van Ieperen, pittore, incisore e disegnatore fiammingo († 1673)

## Marzo(2)
- 8 marzo - Tito Livio Burattini, matematico, cartografo e egittologo italiano
- 19 marzo - Johannes Goedaert, incisore, pittore e naturalista olandese († 1668)

## Aprile(3)
- 3 aprile - Antimo Liberati, compositore e cantore italiano († 1692)
- 16 aprile - Carlo Garavaglia, scultore e incisore italiano († 1663)
- 22 aprile - Giovanni Dolfin, cardinale, patriarca cattolico e drammaturgo italiano († 1699)

## Maggio(7)
- 4 maggio - Giuseppe Amati, religioso italiano († 1688)
- 9 maggio - Federico d'Assia-Eschwege († 1655)
- 15 maggio - Ulrico di Württemberg-Neuenburg, duca († 1671)
- 23 maggio - Elias Ashmole, collezionista d'arte, storico e alchimista inglese († 1692)
- 25 maggio - John Michael Wright, pittore britannico († 1694)
- 29 maggio - Anna Maria di Baden-Durlach, nobile tedesco († 1672)
- 29 maggio - Federico Borromeo, cardinale italiano († 1673)

## Giugno(3)
- 1º giugno - Giannicolò Conti, cardinale e vescovo cattolico italiano († 1698)
- 5 giugno - Lorenzo Mayers Caramuel, vescovo cattolico spagnolo († 1683)
- 5 giugno - Pellegro Piola, pittore italiano († 1640)

## Luglio(1)
- 28 luglio - Nicolás Antonio, bibliotecario e bibliografo spagnolo († 1684)

## Agosto(4)
- 10 agosto - Leonardo Di Capua, medico, scienziato e filosofo italiano († 1695)
- 10 agosto - Rinaldo d'Este, cardinale e vescovo cattolico italiano († 1672)
- 27 agosto - Emanuele Brignole, nobile e filantropo italiano († 1678)
- 30 agosto - Giacinto Serroni, arcivescovo cattolico italiano († 1687)

## Settembre(5)
- 1º settembre - Sertorio Orsato, storico italiano († 1678)
- 13 settembre - Luisa Carlotta di Brandeburgo, principessa († 1676)
- 17 settembre - Pietro Basadonna, cardinale italiano († 1684)
- 20 settembre - Girolamo Maria Caracciolo, militare italiano († 1662)
- 29 settembre - Lothar Friedrich von Metternich-Burscheid, arcivescovo cattolico tedesco († 1675)

## Ottobre(3)
- 5 ottobre - Dorothy Sidney, nobile inglese († 1684)
- 10 ottobre - William Cavendish, III conte di Devonshire, nobile e politico inglese († 1684)
- 17 ottobre - Dionisio Lazzari, architetto e scultore italiano († 1689)

## Novembre(3)
- 6 novembre - Leopoldo de' Medici, cardinale italiano († 1675)
- 16 novembre - Federico VI di Baden-Durlach, nobile tedesco († 1677)
- 23 novembre - Paolo Casati, matematico, astronomo e teologo italiano († 1707)

## Dicembre(4)
- 4 dicembre - Federico Visconti, cardinale e arcivescovo cattolico italiano († 1693)
- 7 dicembre - Evaristo Baschenis, pittore italiano († 1677)
- 22 dicembre - Carlo I Luigi del Palatinato, nobile († 1680)
- 23 dicembre - Maddalena Sibilla di Sassonia, principessa († 1668)

## Senza giorno specificato(33)
- Claude Bazin de Bezons, avvocato e funzionario francese († 1684)
- Gerard ter Borch, pittore olandese († 1681)
- Ambrosius Brueghel, pittore fiammingo († 1675)
- Georges de Brébeuf, poeta francese († 1661)
- Georg Andreas Böckler, architetto e ingegnere tedesco († 1687)
- Carlo Calà, nobile, giurista e magistrato italiano († 1683)
- Pietro Paolo Caravaggio, matematico e ingegnere militare italiano († 1688)
- Claude Chantelou, monaco cristiano francese († 1664)
- Lazzaro e Giovanbattista Colloredo,  italiana
- Ralph Cudworth, filosofo e teologo inglese († 1688)
- Oberto Della Torre, doge italiano († 1698)
- Nicolaas van Eyck, pittore fiammingo († 1679)
- Francesco da Copertino, religioso e architetto italiano († 1692)
- Ngawang Lozang Gyatso, monaco buddhista tibetano († 1682)
- Noël Lebreton de Hauteroche, attore teatrale e drammaturgo francese († 1707)
- Giosuè Janavel, condottiero italiano († 1690)
- Richard Lee I, militare e politico britannico († 1664)
- Giuseppe Maria Maraviglia, vescovo cattolico italiano († 1684)
- Paolo Porpora, pittore italiano († 1673)
- Paolo Emilio Rondinini, cardinale e vescovo cattolico italiano († 1668)
- Carlo Sacchi, pittore italiano († 1706)
- Saartje Specx, attivista olandese († 1636)
- Gysbrecht Thys, pittore fiammingo
- Vitale Valguarnera Lanza, nobile e politico italiano († 1676)
- Carlo Emanuele Vizzani, giurista e filosofo italiano († 1661)
- Wilderich von Walderdorff, vescovo cattolico austriaco († 1680)
- Michaelina Wautier, pittrice fiamminga († 1689)
- Cristoforo Widmann, cardinale italiano († 1660)
- Peter de Witte III, pittore fiammingo († 1667)
- Josep Galceran I de Pinós-Santcliment, militare e ambasciatore spagnolo († 1680)
- Marguerite de Rohan, nobile francese († 1684)
- Benedetta di Mantova, religiosa e nobildonna francese († 1637)
- António I del Congo († 1665)